# جيمس وايت (كرة سلة)
جيمس وايت (بالإنجليزية: James White)‏ مواليد 21 أكتوبر 1982 في واشنطن العاصمة، هو لاعب كرة سلة أمريكي بدأ مسيرته الاحترافية في سنة 2006 حيث تم اختياره من قبل فريق بورتلاند ترايل بلايزرز خلال الدرافت،. يبلغ طوله 6 قدم 7 بوصة (2.0 م).

## فرق لعب لها
- سان أنطونيو سبرز
- فنربخشة لكرة السلة
- هيوستن روكتس
- دينامو باسكت ساساري
- فيكتوريا يبرتاس بيزارو
- نيويورك نيكس
- بالاكانسترو ريجيانا

## إحصائيات المسيرة

### الرابطة الوطنية لكرة السلة

#### الموسم الاعتيادي
| السنة   | الفريق           | لعب | بدأ | دقيقة | ميداني% | ثلاثية | حرة  | ارتداد | صنع | استلاب | تصدي | نقطة |
| ------- | ---------------- | --- | --- | ----- | ------- | ------ | ---- | ------ | --- | ------ | ---- | ---- |
| 2006–07 | سان أنطونيو سبرز | 6   | 2   | 22.8  | .439    | .286   | .800 | 3.3    | .8  | .5     | .2   | 8.3  |
| 2008–09 | هيوستن روكتس     | 4   | 0   | 2.8   | .600    | .500   | .000 | .0     | .3  | .3     | .3   | 1.8  |
| 2012–13 | نيويورك نيكس     | 57  | 16  | 7.6   | .431    | .341   | .579 | .8     | .5  | .2     | .1   | 2.2  |
| المسيرة |                  | 67  | 18  | 8.7   | .438    | .340   | .676 | 1.0    | .5  | .3     | .1   | 2.7  |

#### التصفيات
| السنة   | الفريق       | لعب | بدأ | دقيقة | ميداني% | ثلاثية | حرة  | ارتداد | صنع | استلاب | تصدي | نقطة |
| ------- | ------------ | --- | --- | ----- | ------- | ------ | ---- | ------ | --- | ------ | ---- | ---- |
| 2009    | هيوستن روكتس | 5   | 0   | 2.4   | .333    | .500   | .000 | .2     | .0  | .0     | .0   | 1.4  |
| 2013    | نيويورك نيكس | 4   | 0   | 2.3   | .500    | .000   | .000 | .5     | .0  | .0     | .0   | 1.0  |
| المسيرة |              | 9   | 0   | 2.3   | .385    | .250   | .000 | .3     | .0  | .0     | .0   | 1.2  |

## روابط خارجية
- جيمس وايت على موقع الدوري الأوروبي لكرة السلة (الإنجليزية)
- جيمس وايت على موقع إن بي أي (الإنجليزية)
- جيمس وايت على موقع سبورتس رفرنس (الإنجليزية)
- جيمس وايت على موقع كرة السلة الأوروبية.كوم (الإنجليزية)
- جيمس وايت على موقع DraftExpress.com (الإنجليزية)
- جيمس وايت على موقع كلية كرة السلة في سبورتس رفرنس.كوم (الإنجليزية)
- جيمس وايت على موقع ريلجم (الإنجليزية)
- جيمس وايت على موقع بروبوليرز (الإنجليزية)
- جيمس وايت على موقع سبورتس رفرنس (الإنجليزية)
- جيمس وايت على موقع سبورتس رفرنس (الإنجليزية)